# Aspilota semipilosa
Aspilota semipilosa är en stekelart som beskrevs av Papp 2001. Aspilota semipilosa ingår i släktet Aspilota och familjen bracksteklar. Inga underarter finns listade.